# Westfield, West Lothian
Westfield är en ort i Storbritannien.   Den ligger i kommunen West Lothian och riksdelen Skottland, i den centrala delen av landet, 500 km nordväst om huvudstaden London. Westfield ligger 116 meter över havet och antalet invånare är 770.
Terrängen runt Westfield är huvudsakligen platt, men åt nordväst är den kuperad. Runt Westfield är det tätbefolkat, med 343 invånare per kvadratkilometer. Närmaste större samhälle är Livingston, 11,5 km öster om Westfield. Trakten runt Westfield består i huvudsak av gräsmarker.